# Aristocrats (film)
Pour plus de détails, voir Fiche technique et Distribution.
Aristocrats (あのこは貴族, Anoko wa Kizoku) est un film japonais réalisé par Yukiko Sode et sorti en 2021.
Il est présenté au festival international du film de Rotterdam et au Festival du cinéma japonais contemporain Kinotayo 2021 où il obtient le Soleil d'Or et le Prix du Jury.
À la suite d'un sondage organisé par Allociné, Sens Critique, Première, Japan Experience et Hanabi,, Aristocrats est élu film japonais de l'année 2022.

## Synopsis
À presque 30 ans, Hanako est toujours célibataire, ce qui déplait à sa famille, riche et traditionnelle. Quand elle croit avoir enfin trouvé l'homme de sa vie, elle réalise qu’il entretient déjà une relation ambiguë avec Miki, une hôtesse récemment installée à Tokyo pour ses études. Malgré le monde qui les sépare, les deux femmes vont devoir faire connaissance.

## Fiche technique
Sauf indication contraire, les informations mentionnées dans cette section peuvent être confirmées par la base de données cinématographiques IMDb,  présente dans la section « Liens externes ».
- Titre : Aristocrats
- Titre original : あのこは貴族 (Anoko wa Kizoku?)
- Réalisation : Yukiko Sode
- Scénario : Yukiko Sode, d'après le roman Anoko wa Kizoku de Mariko Yamauchi
- Montage : Hori Zensuke
- Photographie : Sasaki Yasuyuki
- Pays d'origine :  Japon
- Genre : drame
- Durée : 124 minutes
- Dates de sortie :
  - France : 30 mars 2022 (sortie nationale)
  - Japon : 26 février 2021[5]

## Distribution
- Mugi Kadowaki : Hanako
- Kiko Mizuhara : Miki
- Kengo Kora : Koichiro
- Shizuka Ishibashi : Itsuko
- Rio Yamashita : Rie

## Distinctions
- Festival du cinéma japonais contemporain Kinotayo 2021 : Soleil d'or (prix du public) et prix du Jury

## Réception francophone
« Yukiko Sode pose un regard aiguisé, mais tendre et ironique, sur la société japonaise d'aujourd'hui. A travers deux personnages de femmes, l'une tokyoïte, bien née, l'autre provinciale, d'un milieu plus modeste, la réalisatrice montre un visage du Japon marqué aujourd'hui encore par les traditions (et pas que chez les riches), avec des frontières étanches entre les deux mondes, avec des fractures sociales et culturelles très marquées et une propension à la reproduction sociale bien vivace. Une société dans laquelle la femme reste souvent encore cantonnée à un rôle d'épouse et de mère, au service des hommes. »
« Yukiko Sode, une cinéaste qui préfère le murmure à la vocifération, met en scène avec pudeur ce parcours d'émancipation nécessaire et signe un film secrètement enragé, à l’image de ses héroïnes qui apprennent à ne plus accepter l’inacceptable. »